# Eva Gabor
 (mars 2019).
Si vous disposez d'ouvrages ou d'articles de référence ou si vous connaissez des sites web de qualité traitant du thème abordé ici, merci de compléter l'article en donnant les références utiles à sa vérifiabilité et en les liant à la section « Notes et références ».
Pour les articles homonymes, voir Gabor.
Eva Gabor, née le 11 février 1919 à Budapest (Hongrie), morte le 4 juillet 1995 à Los Angeles (Californie), est une actrice américaine d'origine hongroise.

## Biographie

### Débuts de vie et carrière
Née à Budapest, d'une famille juive de la bourgeoisie hongroise, elle est principalement connue pour son rôle de Lisa Douglas (en), l'épouse du personnage d'Eddie Albert : Oliver Wendell Douglas (en), dans la série Les Arpents verts. Ses deux sœurs, Zsa Zsa Gabor et Magda Gabor, étaient également actrices. Toutes les trois sont aussi connues pour leurs nombreux mariages et divorces.
En 1939, elle épouse Eric Drimmer, un médecin suédois, puis divorce en 1942. L'année suivante, elle se remarie avec Charles Isaacs, et divorce en 1950. De 1956 à 1957, elle est mariée à John Williams, un chirurgien esthétique américain. En 1959, elle épouse Richard Brown, et divorce en 1972. Puis elle se remarie en 1973 avec Frank Gard Jameson, et divorce finalement en 1983.

### Fin de vie et mort
Dans les années 1970, Eva Gabor est sollicitée par Walt Disney Productions pour interpréter les personnages à l'accent européen, comme Duchesse dans Les Aristochats (1970), puis Miss Bianca dans Les Aventures de Bernard et Bianca (1977). Avec ce film, elle partage la vedette avec Bob Newhart, la voix de Bernard et vedette de la série The Bob Newhart Show. Le couple Newhart-Gabor assure le succès du film lors de sa sortie, le 22 juin 1977 avec plus de 48 millions de dollars de recettes pour un budget de 7,5 millions de dollars.
En 1990, elle reprend le rôle de Miss Bianca dans Bernard et Bianca au pays des kangourous, sa dernière participation cinématographique.
Eva Gabor décède le 4 juillet 1995, à l'âge de 76 ans, d'une insuffisance respiratoire et d'une pneumonie, à Los Angeles (Californie), à la suite d'un accident où elle a perdu l'équilibre et est tombée dans sa baignoire à Mexico, où elle passait ses vacances. Elle est inhumée au Westwood Village Memorial Park Cemetery, à Westwood (Californie). Elle est enterrée non loin de Eddie Albert, son coéquipier dans Les Arpents verts, décédé le 26 mai 2005, à l'âge de 99 ans.

## Filmographie

### Cinéma
- 1941 : Forced Landing (en) : Johanna Van Deuren
- 1941 : New York Town
- 1941 : Pacific Blackout (en) : Marie Duval
- 1942 : Au Pays du rythme (Star Spangled Rhythm), de George Marshall
- 1945 : Scandale à la cour (A Royal Scandal) : Comtesse Demidow
- 1946 : The Wife of Monte Cristo : Mme Lucille Maillard
- 1949 : Song of Surrender (en) de Mitchell Leisen : Comtesse Marina
- 1952 : Love Island : Sarna
- 1953 : Paris Model : Gogo Montaine
- 1954 : Le Trésor du Capitaine Kidd (Captain Kidd and the Slave Girl) de Lew Landers : Judith Duvall, une esclave
- 1954 : Le tueur porte un masque (The Mad Magician) de John Brahm : Claire Ormond
- 1954 : La Dernière Fois que j'ai vu Paris (The Last Time I Saw Paris), de Richard Brooks : Mrs. Lorraine Quarl
- 1955 : Artistes et Modèles (Artists and Models), de Frank Tashlin : Sonia / Madame Curtis
- 1957 : Mon homme Godfrey (My Man Godfrey), de Henry Koster : Francesca
- 1957 : La Vérité sur les femmes (The Truth About Women) de Muriel Box : Louise
- 1957 : Prenez garde à la flotte (Don't Go Near the Water) : Deborah Aldrich
- 1958 : Gigi, de Vincente Minnelli : Liane d'Exelmans
- 1959 : Tout commença par un baiser (It Started with a Kiss) : Marquesa de la Rey
- 1963 : La Fille à la casquette (A New Kind of Love), de Melville Shavelson : Félicienne Courbeau
- 1964 : Youngblood Hawke : Fannie Prince
- 1970 : Les Aristochats (The AristoCats) : Duchesse (voix)
- 1977 : Les Aventures de Bernard et Bianca (The Rescuers) : Bianca (voix)
- 1979 : Nutcracker Fantasy de Takeo Nakamura : Queen of Time (voix)
- 1987 : The Princess Academy (en) : Comtesse Von Pupsin
- 1990 : Bernard et Bianca au pays des kangourous (The Rescuers Down Under) : Bianca (voix)
- 1994 : L'Irrésistible North (North) : Bianca (voix)

### Télévision
- 1963 : Mickey and the Contessa : Comtesse Czigoina
- 1965 : Les Arpents verts (Green Acres)
- 1969 : Wake Me When the War Is Over : Baronne Marlene
- 1978 : Almost Heaven : Lydia
- 1981 : Tales of the Klondike
- 1985 : Bridges to Cross : Maria Talbot
- 1990 : Return to Green Acres : Lisa Douglas, née Gronyitz